# Majd ibn Munqidh
Majd al-Din Abu Salama Murshid ibn 'Izz al-Dawla ibn Munqidh (... – 1137) fu emiro di Shayzar dal 1098 al 1137.

## Biografia
Majd al-Dīn ibn Munqidh apparteneva alla dinastia dei Banu Munqidh, emiri di Shayzar dal 1081. Regnò su Shayzar congiuntamente al fratello 'Izz al-Din Abu l-'Asakir Sultan ibn 'Izz al-Dawla ibn Munqidh, erede designato del padre 'Izz al-Dawla Abu l-Murhaf Nasr ibn Munqidh (1082-1098). Durante il regno dei due fratelli, Shayzar dovette barcamenarsi tra le continue contese dei vari potentati turchi e degli Stati crociati.
Nel 1106, i Banu Munqidh, sconfissero Guglielmo Giordano di Cerdanya, conte di Tripoli, ma nel 1108 e nel 1110 dovettero pagare tributo al potente signore di Antiochia, Tancredi d'Altavilla. Nel 1111, temendo nuove rappresaglie da Tancredi, alleatosi al re Baldovino I di Gerusalemme, Izz al-Din chiese aiuto all'atabeg di Mosul, Mawdud, comandante del corpo di spedizione dei Selgiuchidi del sultano Mehmed I. Le forze dei turchi e dei crociati si scontrarono nella Battaglia di Shayzar, sotto le mura della città siriana: la battaglia si concluse con una vittoria tattica dei Selgiuchidi ma Tancredi, costretto a ritirarsi, fece erigere il castello di Tell ibn Ma'shar per minare il potere dei Munqidhidi sulla regione.
Nel 1113, alla morte dell'emiro di Aleppo Ridwan ibn Tutush, Majd al-Din e 'Izz al-Din vennero attaccati dai Nizariti che tentarono di occupare Shayzar e fondarono una loro roccaforte limitrofa alla cittadella degli emiri. Nel 1119, i Banu Munqidh si unirono alla campagna dell'atabeg di Aleppo, Ilghazi ibn Artuq, contro le terre antiochee e, nel 1123, l'emiro 'Izz al-Din fece da mediatore tra i turchi ed i crociati per la libertà del re Baldovino II di Gerusalemme e il conte Joscelin I di Edessa, prigionieri degli Artuqidi.
Nel 1127 i Banu Munqidh dovettero riconoscere la sovranità del potente atabeg di Aleppo, Zengi.
Nel 1137 un esercito congiunto di Bizantini e cavalieri templari, guidato dal basileus Giovanni II Comneno, cinse d'assedio Shayzar (v. Assedio di Shayzar): prima di ritirarsi per evitare il confronto diretto con Zengi, Giovanni II ottenne la sottomissione dei Munqidhidi.
Uno dei figli di Majd ibn Munqidh, Usama ibn Munqidh, bandito dal Shayzar nel 1131 a seguito di una disputa con lo zio 'Izz al-Din, redasse una cronaca che fornisce preziose informazioni sulla storia di Aleppo nel XI e XII secolo.

### Fonti
- Niceta Coniata, Grandezza e catastrofe di Bisanzio, Milano, 1994, ISBN 88-04-37948-0.
- Ibn al-Athīr al-Kāmil fī l-tārīkh, ed. C. J. Tornberg, Beirut, 1982.
- An Arab-Syrian Gentleman and Warrior in the Period of the Crusades; Memoirs of Usama ibn-Munqidh (Kitab al i'tibar), ed. P.K. Hitti, New York, 1929.
- Ibn al-Qalanisi, Dhayl ta'rīkh Dimashq, ed. Amedroz, Leiden, 1908.

### Studi
- Y. Noah Harari, Operazioni speciali al tempo della cavalleria, 1100-1550, Gorizia, 2008, ISBN 978-88-6102-029-0.